# 朝倉の梯子獅子
朝倉の梯子獅子（あさくらのはしごじし）は、愛知県知多市新知字東屋敷にある牟山神社に伝わる獅子舞である。

## 概要
愛知県指定の無形民俗文化財となっている。毎年10月の第1日曜日（本楽）及びその前日（試楽）に、朝倉梯子獅子保存会によって行われる。2011年（平成23年）には、NHKホールで開催された「第11回地域伝統芸能まつり」に出場した。

## 由緒
獅子舞については以前から演じられていたようであるが、梯子に乗って演じられるようになったのは、慶長年間に農作物を荒らす猪を梯子攻め（梯子をさす又のように使って、相手を生け捕る方法）で猪を捕らえ、退治したところ、翌年は大豊作になり、これは猪のご加護だと考えた村民が、猪の供養と豊年豊作を祈願する祭りとして始められたのが起源であるといわれている。
現在でこそ、牟山神社で奉納されているが、以前は別の場所で奉納されていた。
梯子獅子は他にも、愛知県豊明市（大脇の梯子獅子）、兵庫県姫路市（英賀神社の梯子獅子）、和歌山県にもあるが、特に大脇の梯子獅子とはよく似た形態である。

## 形態
カブ（獅子頭を持つ演者）、ウス（獅子の後ろ足となる演者）の二人一組で行われる。
最初に舞台そでから出現し、舞台登場の舞をする。そのまま櫓の梯子まで駆けていき運勢の舞、梯子を上りきってからは櫓上の舞をする。ここで梯子獅子のクライマックスである「大あおり」など、数々の離れ業が行われる。そして、舞台に戻り感謝の舞、という四部構成になっている。

## 伊勢神宮との関係
朝倉の梯子獅子は20年に一度、伊勢神宮の遷宮の際に奉納の舞を行う。これは、梯子獅子が奉納されている牟山神社の拝殿が、遷宮時に出た古材を使って建て替えられるからである。
伊勢での奉納は、牟山神社で使用している櫓をそのまま移築して行われる。
最近では1993年（平成15年）、2013年（平成25年）に奉納された。2013年（平成25年）は雨天のため舞台上でのみ上演された。

## アクセス
- 名鉄常滑線 朝倉駅から徒歩約4分。
- 西知多産業道路朝倉ICから約3分[2]。